# Hubert Cecil Booth
Hubert Cecil Booth (Gloucester, 4 de julio de 1871-Croydon, 14 de enero de 1955) fue un ingeniero británico, conocido por ser el inventor de una de las primeras aspiradoras eléctricas y el diseñador de norias, puentes colgantes y fábricas. 

## Carrera e inventos
Booth nació en Gloucester, Inglaterra en 1871. Recibió su educación en la Universidad de Gloucester y la escuela de ese mismo condado por parte del maestro titular, el reverendo H. Lloyd Brereton. Después de aprobar un examen de ingreso, asistió en 1889 al Central Technical College de Londres. Allí completó un curso de tres años en ingeniería civil y mecánica con el profesor William Cawthorne Unwin. Obtuvo su Diploma de Miembro Asociado (ACGI) del departamento de ingeniería. y se convirtió en estudiante del Instituto de Ingenieros Civiles.
En diciembre de 1892 asistió a la oficina de los señores Maudslay & Field, Lambeth en Londres, bajo el cargo de el Sr. Charles Sells, como ingeniero civil. En esta capacidad Cecil diseñó puentes colgantes ruedas de la fortuna para las ferias en Londres, París y Viena.
Booth trabajó diseñando motores para barcos de guerra de la Armada Real. Después de ver una demostración en lugar de un sistema de aire basado en la limpieza de vagones de ferrocarril en la estación de St. Pancras, Booth razonó que aspirar aire a través de un filtro podría ser un sistema mejor y por lo tanto inventó su primera versión de la aspiradora que fue fabricada por Fielding & Platt de Gloucester. Su enfoque era más adecuado para el uso industrial que para uso en las casas y su compañía pronto fue superado por su competidor, Hoover. Cecil recibió las patentes británicas por su trabajo el 18 de febrero y 30 de agosto de 1901, su compañía siguió especializándose en las aspiradoras industriales. Todas las aspiradoras modernas se basan en el principio de Booth.

## Vida personal
Booth unió su vida con una de las hijas de Francis Tring Pearce, director de la Priday, Metford y Compañía Limitada. Él era amigo de Hugh Pembroke Vowles. Cecil murió el 14 de enero de 1955 en Croydon, Inglaterra.